# Mecynome quadrispinosus
Mecynome quadrispinosus är en skalbaggsart som först beskrevs av Franz 1954.  Mecynome quadrispinosus ingår i släktet Mecynome och familjen långhorningar.
Artens utbredningsområde är El Salvador. Inga underarter finns listade i Catalogue of Life.